# Camjac
Camjac (okzitanisch Camjac) ist eine französische Gemeinde mit 575 Einwohnern (Stand 1. Januar 2022) im Département Aveyron in der Region Okzitanien (vor 2016 Midi-Pyrénées). Sie gehört zum Arrondissement Villefranche-de-Rouergue und zum Kanton Ceor-Ségala. Die Einwohner werden Camjacois und Camjacoises genannt.

## Geografie
Camjac liegt etwa 22 Kilometer südsüdwestlich von Rodez im Zentralmassiv. Umgeben wird Camjac von den Nachbargemeinden Quins im Norden, Camboulazet im Nordosten, Centrès im Osten und Süden, Saint-Just-sur-Viaur im Süden und Südwesten, Tauriac-de-Naucelle im Südwesten sowie Naucelle im Westen und Nordwesten.

## Bevölkerungsentwicklung
| Jahr                       | 1962 | 1968 | 1975 | 1982 | 1990 | 1999 | 2006 | 2019 |
| -------------------------- | ---- | ---- | ---- | ---- | ---- | ---- | ---- | ---- |
| Einwohner                  | 792  | 713  | 649  | 601  | 596  | 554  | 536  | 573  |
| Quellen: Cassini und INSEE |      |      |      |      |      |      |      |      |

## Sehenswürdigkeiten
- Kirche Saint-Pierre
- Kirche Saint-Jacques
- Schloss Le Bosc mit Park, ursprünglich Festung aus dem 12. Jahrhundert, teilweise seit 1991 als Monument historique eingetragen
Das Schloss in seinem jetzigen Erscheinungsbild stammt aus dem Ende des 15. und Anfang des 16. Jahrhunderts.
Es war der Familiensitz von Henri de Toulouse-Lautrec, in dem er in seiner Kindheit wohnte.

|  |  |